# Улица Кунинга
Улица Ку́нинга (эст. Kuninga tänav, Королевская) — короткая (87 метров) улица в историческом районе Старый город Таллина (Эстония), ведёт от площади Вана-Тург к пересечению с улицами Кулласепа и Харью, за которым имеет продолжением улицу Нигулисте.

## История
Происхождение названия улицы неизвестно, оно может быть связано с фамилией местного домовладельца Ламберта Коннигисберга (нем. Koningesberch), владевшего здесь домом, который в 1436 году он передал своему родственнику Гансу Калле. При этом название улицы может происходить и от фамилии Конинг (Конингк), распространенной среди жителей города в то время. На русских картах города улица обозначалась как Королевская, на немецких как Königstraße, Königsstraße.
С 1948 по 1987 год была объединена с улицей Нигулисте под общим наименованием — Нигулисте.
В 2022 году на углу улиц Кулласепа, Кунинга, Нигулисте и Харью был открыт памятник Яану Кроссу к его 102-летию.

## Застройка улицы
д. 1 — архитектурный ансамбль «Отец и сын» (дом епископа), авторство дома приписывается Хинрику Свальбергу.
д. 6 — художественная галерея Kullo Lastegalerii

## Достопримечательности
На углу с улицей Харью имеется мемориальная доска Юхану Смуулу, установленная на стене Дома писателей (улица Харью, д. 1)